# Ordre bavarois de Maximilien pour la science et l'art
L'Ordre bavarois de Maximilien pour la science et l'art (en allemand : Bayerischer Maximiliansorden für Wissenschaft und Kunst) a été créé le 28 novembre 1853 par le roi Maximilien II de Bavière. Il est décerné pour reconnaître et récompenser des réalisations exceptionnelles en science et en art.

## Histoire
À partir de 1853 sont distingués : au titre de la science, le naturaliste et explorateur Alexander von Humboldt, le physicien Carl August von Steinheil et les mathématiciens Carl Friedrich Gauss et Gustav Lejeune Dirichlet; au titre des arts, l'écrivain Jacob Grimm et le poète Joseph von Eichendorff.
À partir de 1933, quand commence le régime nazi, l'ordre n'est plus attribué. Il est rétabli en 1980 par Franz Josef Strauss, ministre-président du Land de Bavière.

## Critères
L'ordre est de préférence décerné à des scientifiques et à des artistes allemands ; il n'est pas limité aux citoyens de Bavière. L'ordre comprend une classe et deux sections (science et art) ; il est limité à 100 membres vivants.

## Membres
De 1853 à 1932, l'ordre a été décerné à 351 bénéficiaires ; de 1980 à 2018, à 222.
En décembre 2018, le nombre de membres de l'ordre en vie s'élève à 95.

## Insignes
La médaille de l'ordre a été créée par les bijoutiers Hemmerle de Munich en 1905, et sa forme est restée inchangée : une croix oblongue émaillée bleue, bordée de blanc et d'or, avec des rayons de la même couleur, tous reliés par un cercle émaillé en blanc et bordé d'or.
Le ruban d'origine est bleu foncé avec des rayures blanches sur chaque face ; il est encore utilisé, mais à partir de 1980, une autre version existe : blanche avec des rayures bleues sur les côtés.